# Raúl Martín (Bischof)
Raúl Martín (* 9. Oktober 1957 in Buenos Aires) ist ein argentinischer Geistlicher und römisch-katholischer Erzbischof von Paraná.

## Leben
Raúl Martín empfing am 17. November 1990 durch den Erzbischof von Buenos Aires, Antonio Quarracino, das Sakrament der Priesterweihe.
Am 1. März 2006 ernannte ihn Papst Benedikt XVI. zum Titularbischof von Troyna und zum Weihbischof in Buenos Aires. Der Erzbischof von Buenos Aires, Jorge Mario Kardinal Bergoglio SJ, spendete ihm am 20. Mai desselben Jahres die Bischofsweihe; Mitkonsekratoren waren der Bischof von Gualeguaychú, Jorge Eduardo Lozano, und der Bischof von San Martín, Guillermo Rodríguez Melgarejo.
Papst Franziskus ernannte ihn am 24. September 2013 zum Bischof von Santa Rosa. Am 28. Mai 2025 bestellte ihn Papst Leo XIV. zum Erzbischof von Paraná. Die Amtseinführung erfolgte am 26. Juli desselben Jahres.